# Tick tack zack
〈Tick tack zack〉(틱 탁 잭)는 SKE48의 34번째 싱글이다.